# Elisabeth van Beieren (1227-1273)
Elisabeth van Beieren (Landshut, circa 1227 - Schenna, 9 oktober 1273) was van 1246 tot 1254 Rooms-Duits koningin. Ze behoorde tot het huis Wittelsbach.

## Levensloop
Elisabeth werd geboren in het kasteel Trausnitz in Landshut als oudste dochter van hertog Otto II van Beieren en Agnes van de Palts, dochter van paltsgraaf aan de Rijn Hendrik V van Brunswijk.
In 1231 werd haar vader hertog van Beieren en paltsgraaf aan de Rijn. In het conflict tussen keizer Frederik II van het Heilige Roomse Rijk en de Romeinse Curie, koos Otto II oorspronkelijk de zijde van de paus, maar in 1241 veranderde hij van kant en koos hij de zijde van keizer Frederik II. 
Oorspronkelijk had haar vader Elisabeth verloofd met hertog Frederik II van Oostenrijk. Doordat Otto een alliantie met keizer Frederik II gesloten had, besloot hij de verloving te verbreken en verloofde hij haar met de zoon van Frederik II, Koenraad IV, vanaf 1237 Rooms-Duits koning, vanaf 1228 koning van Jeruzalem en vanaf 1235 hertog van Zwaben. Op 1 september 1246 huwden Koenraad IV en Elisabeth in Vohburg, ondanks sterke protesten van pauselijk legaat Albert von Behaim. Ze kregen een zoon:
- Konradijn (1252-1268), koning van Jeruzalem, koning van Sicilië en hertog van Zwaben.

In december 1250 volgde Koenraad IV zijn overleden vader ook op als koning van Sicilië. Ook erfde hij de oorlog van zijn vader tegen paus Innocentius IV en diens bondgenoten en zette Koenraad IV deze oorlog verder en trok hij in 1251 naar Sicilië. Nadat er onder zijn troepen malaria uitbrak, overleed Koenraad IV in mei 1254 in Lavello aan deze ziekte, zonder ooit zijn zoon gezien te hebben. 
Na de dood van haar echtgenoot en het daaropvolgende Interregnum, probeerde Elisabeth de rechten van haar zoon te verzekeren, gesteund door broers, hertogen Lodewijk II en Hendrik XIII van Beieren. In 1256 was ze er ook getuige van dat haar broer Lodewijk II zijn echtgenote Maria van Brabant eigenhandig onthoofdde, omdat hij haar onterecht van overspel verdacht. Nadat dit was gebeurd, stuurde ze haar zoon Konradijn naar de bisschop van Konstanz, die verantwoordelijk werd voor zijn opvoeding en opleiding. Ook aanvaardde ze in 1257 dat Konradijns oom Manfred, halfbroer van haar echtgenoot Koenraad IV en buitenechtelijke zoon van keizer Frederik II, regent van het koninkrijk Sicilië voor haar zoon werd. Elisabeth kon echter niet voorkomen dat Richard van Cornwall in 1256 tot Rooms-Duits koning werd verkozen.
Op 6 oktober 1259 hertrouwde Elisabeth in München met graaf Meinhard II van Gorizia-Tirol, die vanaf 1286 ook hertog van Karinthië was en die tien jaar jonger dan haar was. Ze kregen volgende kinderen:
- Elisabeth (±1262-1313), huwde in 1276 met Albrecht I van Habsburg, hertog van Oostenrijk en Rooms-Duits koning.
- Otto III van Karinthië (±1265-1310), graaf van Tirol en hertog van Karinthië
- Albert II (-1292)
- Lodewijk (-1305)
- Hendrik van Karinthië (1265-1335), koning van Bohemen, hertog van Karinthië en graaf van Tirol
- Agnes (-1293), huwde in 1285 met markgraaf Frederik I van Meißen

De relatie van Elisabeth met haar eerstgeboren zoon Konradijn bleef eerder gereserveerd. Nadat Karel van Anjou in 1266 Manfred van Sicilië had verslagen in de slag bij Benevento, moedigden haar broer Lodewijk II van Beieren en haar tweede echtgenoot Meinhard II Konradijn aan om een militaire campagne te beginnen tegen Karel van Anjou. In augustus 1267 ontmoetten Elisabeth en Konradijn elkaar voor het laatst in Slot Hohenschwangau, waarna Konradijn samen met Lodewijk II en Meinhard II naar Italië vertrok. In Verona lieten ze Konradijn echter in de steek. In oktober 1268 werd hij door Karel van Anjou verslagen en kort nadien onthoofd. 
Toen Elisabeth daarvan hoorde, liet ze ter ere van hem de Santa Maria del Carmine-kerk van Napels bouwen. In 1272 stichtte ze samen met haar tweede echtgenoot ook de Cisterciënzerabdij van Stams, waar ze na haar dood in 1273 werd begraven.

## Voorouders
| Voorouders van Elisabeth van Beieren (1227-1273) | Voorouders van Elisabeth van Beieren (1227-1273)                    | Voorouders van Elisabeth van Beieren (1227-1273)                    | Voorouders van Elisabeth van Beieren (1227-1273)                    | Voorouders van Elisabeth van Beieren (1227-1273)                    | Voorouders van Elisabeth van Beieren (1227-1273)                     | Voorouders van Elisabeth van Beieren (1227-1273)                     | Voorouders van Elisabeth van Beieren (1227-1273)                       | Voorouders van Elisabeth van Beieren (1227-1273)                       |
| ------------------------------------------------ | ------------------------------------------------------------------- | ------------------------------------------------------------------- | ------------------------------------------------------------------- | ------------------------------------------------------------------- | -------------------------------------------------------------------- | -------------------------------------------------------------------- | ---------------------------------------------------------------------- | ---------------------------------------------------------------------- |
| Overgrootouders                                  | Hendrik de Leeuw (1129/30-1195) ∞ Mathilde Plantagenet (1156-1189   | Hendrik de Leeuw (1129/30-1195) ∞ Mathilde Plantagenet (1156-1189   | Koenraad de Staufer (1134-1195) ∞ Irmingard van Henneberg (-1204)   | Koenraad de Staufer (1134-1195) ∞ Irmingard van Henneberg (-1204)   | Otto I van Beieren (1117-1183) ∞ Agnes van Loon (1150-1191)          | Otto I van Beieren (1117-1183) ∞ Agnes van Loon (1150-1191)          | Frederik van Bohemen (1142-1189) ∞ Elisabeth van Hongarije (1144-1189) | Frederik van Bohemen (1142-1189) ∞ Elisabeth van Hongarije (1144-1189) |
| Grootouders                                      | Hendrik V van Brunswijk (1173-1227) ∞ Agnes van Staufen (1177-1204) | Hendrik V van Brunswijk (1173-1227) ∞ Agnes van Staufen (1177-1204) | Hendrik V van Brunswijk (1173-1227) ∞ Agnes van Staufen (1177-1204) | Hendrik V van Brunswijk (1173-1227) ∞ Agnes van Staufen (1177-1204) | Lodewijk de Kelheimer (1173-1231) ∞ Ludmilla van Bohemen (1170-1240) | Lodewijk de Kelheimer (1173-1231) ∞ Ludmilla van Bohemen (1170-1240) | Lodewijk de Kelheimer (1173-1231) ∞ Ludmilla van Bohemen (1170-1240)   | Lodewijk de Kelheimer (1173-1231) ∞ Ludmilla van Bohemen (1170-1240)   |
| Ouders                                           | Agnes van de Palts (1201-1267) ∞ Otto II van Beieren (1206-1253)    | Agnes van de Palts (1201-1267) ∞ Otto II van Beieren (1206-1253)    | Agnes van de Palts (1201-1267) ∞ Otto II van Beieren (1206-1253)    | Agnes van de Palts (1201-1267) ∞ Otto II van Beieren (1206-1253)    | Agnes van de Palts (1201-1267) ∞ Otto II van Beieren (1206-1253)     | Agnes van de Palts (1201-1267) ∞ Otto II van Beieren (1206-1253)     | Agnes van de Palts (1201-1267) ∞ Otto II van Beieren (1206-1253)       | Agnes van de Palts (1201-1267) ∞ Otto II van Beieren (1206-1253)       |